# 第54回全米映画批評家協会賞
54th NSFC Awards

作品賞: 

 パラサイト 半地下の家族 
第54回全米映画批評家協会賞は2019年の映画を対象としており、2020年1月5日に結果が発表された。

## 受賞結果
※()内は決選投票での得票数 

### 作品賞
- 1.『パラサイト 半地下の家族』 (44)
  - 2.『ストーリー・オブ・マイライフ/わたしの若草物語』 (27)
  - 3.『ワンス・アポン・ア・タイム・イン・ハリウッド』 (22)

### 監督賞
- 1.グレタ・ガーウィグ - 『ストーリー・オブ・マイライフ/わたしの若草物語』 (39)
  - 2.ポン・ジュノ - 『パラサイト 半地下の家族』 (36)
  - 3.マーティン・スコセッシ - 『アイリッシュマン』(31)

### 主演女優賞
- 1.メアリー・ケイ・プレイス - 『Diane』 (40)
  - 2.チャオ・タオ - 『帰れない二人』 (28)
  - 3.フローレンス・ピュー - 『ミッドサマー』 (25)

### 主演男優賞
- 1.アントニオ・バンデラス - 『ペイン・アンド・グローリー』 (69)
  - 2.アダム・ドライバー - 『マリッジ・ストーリー』 (43)
  - 3.アダム・サンドラー - 『アンカット・ダイヤモンド』 (41)

### 助演女優賞
- 1.ローラ・ダーン - 『マリッジ・ストーリー』(57)
  - 2.フローレンス・ピュー - 『ストーリー・オブ・マイライフ/わたしの若草物語』 (44)
  - 3.ジェニファー・ロペス - 『ハスラーズ』 (26)

### 助演男優賞
- 1.ブラッド・ピット - 『ワンス・アポン・ア・タイム・イン・ハリウッド』 (64)
  - 2.ジョー・ペシ - 『アイリッシュマン』 (30)
  - 3.ウェズリー・スナイプス - 『ルディ・レイ・ムーア』 (18)
  - 3.ソン・ガンホ - 『パラサイト 半地下の家族』 (18)

### 脚本賞
- 1.ポン・ジュノ、ハン・ジンウォン - 『パラサイト 半地下の家族』 (37)
  - 2.クエンティン・タランティーノ - 『ワンス・アポン・ア・タイム・イン・ハリウッド』 (34)
  - 3.グレタ・ガーウィグ - 『ストーリー・オブ・マイライフ/わたしの若草物語』 (33)

### 撮影賞
- 1.クレール・マトン - 『アトランティックス』、『燃ゆる女の肖像』 (41)
  - 2.ロバート・リチャードソン - 『ワンス・アポン・ア・タイム・イン・ハリウッド』 (29)
  - 3.ヨリック・ル・ソー - 『ストーリー・オブ・マイライフ/わたしの若草物語』 (22)

### ノンフィクション映画賞
- 1.『ハニーランド 永遠の谷』 (33)
  - 2.『アメリカン・ファクトリー』 (28)
  - 3.『アポロ11 完全版』 (27)

### 映画遺産賞
- “Private Lives, Public Spaces” at the Museum of Modern Art
- Rialto Pictures